# Harmen Tiddens

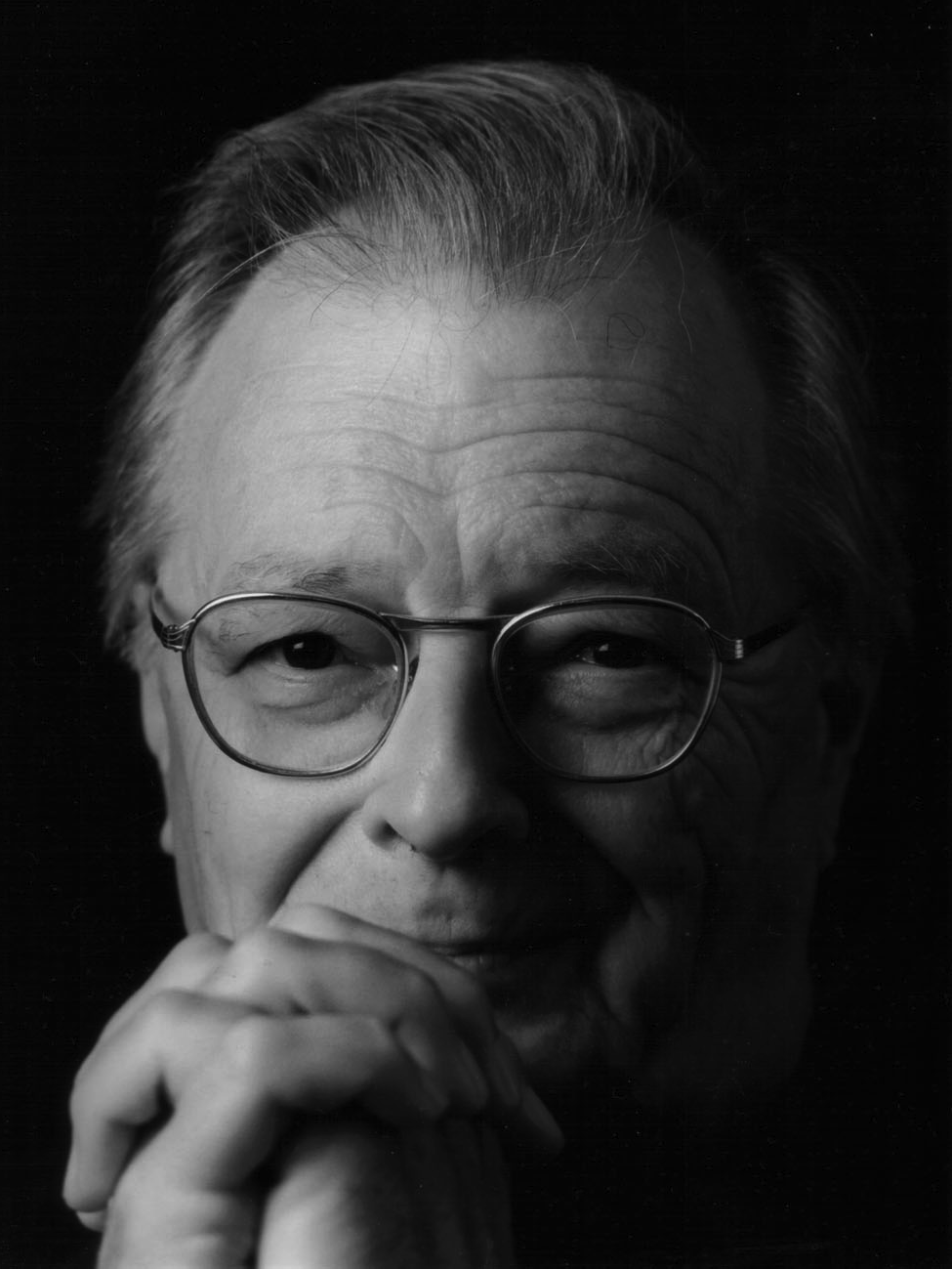
Harmen Tiddens

Harmannus Arnoldus Wilhelmus Maria (Harmen) Tiddens (Gemert, 29 juli 1923 - 's-Hertogenbosch, 3 januari 2002) was een Nederlands arts. Hij was onder andere medeoprichter, hoogleraar, decaan en eerste rector magnificus van de Universiteit Maastricht.

## Levensloop
De vader van Tiddens was huisarts in Helmond. Na diens overlijden verhuisde het gezin naar Tilburg, waar Tiddens leerling werd van het St.-Odulphuslyceum en in 1941 slaagde voor het examen HBS B. Hij schreef zich in als student aan de medische faculteit in Utrecht.
Tiddens startte zijn carrière als kinderarts bij het Sint-Antoniusgasthuis te Helmond, waar hij zijn promotieonderzoek uitvoerde naar het syndroom van Fanconi. Op 19 februari 1957 promoveerde hij op dit onderwerp bij prof. dr. H.G.K. Westenbrink, de latere rector magnificus, aan de Rijksuniversiteit Utrecht. Hij bleef te Helmond werken aan de instelling die inmiddels Sint-Lambertusziekenhuis was gaan heten.
In 1963 ging hij werken als kinderarts in het Wilhelmina Kinderziekenhuis te Utrecht, met als specialisme de nefrologie. In 1969 werd Tiddens hoogleraar aan de Utrechtse universiteit op het gebied van de methodiek van het onderwijs in de geneeskunde en kindergeneeskunde.
Vanaf 1971 was hij betrokken bij de voorbereidingscommissie van een medische faculteit, die zou worden opgericht aan de Rijksuniversiteit Limburg, later Universiteit Maastricht. Hij werd er de onder andere eerste rector magnificus. Zijn hoogleraarschap daar gaf hij op ten gunste van een baan aan de universiteit in Tilburg. Daarnaast was hij actief voor de Wereldgezondheidsorganisatie en directeur van het Nationaal Lucht- en Ruimtevaart Geneeskundig Centrum.
Tiddens was ridder in de Orde van de Nederlandse Leeuw. 

## Persoonlijk
- In 1949 huwde Tiddens met Leonie Brautigam (1924-2010)[3] en uit dit huwelijk werden zes kinderen geboren. In 1984 ging hij een tweede huwelijk aan, waaruit nog een zoon werd geboren. In het laatste jaar van zijn leven scheidde hij van tafel en bed.[4]
- Tiddens is de vader van onder anderen de programmamaker Pieter Tiddens.